# Smithfield (Ohio)
Smithfield – wieś w Stanach Zjednoczonych, w stanie Ohio, w hrabstwie Jefferson.